# Halicyclops exiguus
Halicyclops exiguus – gatunek widłonoga z rodziny Halicyclopidae,. Nazwa naukowa tych skorupiaków została opublikowana w 1934 roku przez niemieckiego zoologa Friedricha Kiefera. Gatunek ten został ujęty w Katalogu Życia.